# Ichtegem
Ichtegem è un comune belga di 13 929 abitanti, situato nella provincia fiamminga delle Fiandre Occidentali.